# Castell de Benissanó
El Castell de Benissanó, un dels millor conservats del País Valencià, va ser edificat en la segona meitat del segle xv sobre el solar d'una antiga alqueria àrab denominada Benixanut, gràcies als desitjos de la família Cavanilles i Villarrasa, senyors de Benissanó.
Es pot considerar aquesta edificació com un castell-palau, on es conjuguen la fortalesa i la residencial senyorial. En el seu aspecte primitiu, el castell comptava amb un pont llevadís i un fossat; el remat de la torre central era triangular i amb punxa; aquests elements van ser eliminats en reformes posteriors. Les principals estades del Castell són el pati d'armes; el vestíbul, on s'accedeix als antics soterranis ara habilitats com cellers; la sala noble, en la que s'ha de destacar les portes blasonades, la ximenera, una vidriera i les rajoles, que van ser incorporats al final del Segle XIX en la reforma realitzada sota els designis de D. Luis Beltrán Escrivà de Romaní i l'habitació on residia el rei Francesc I de França quan va estar presoner durant divuit dies en nom de l'emperador Carles I.
Aquestes dues últimes estances tenen el sostre compost d'un fris amb els escuts dels Cavanilles Villarrasa alternant amb una inscripció amb la següent frase: "la supervía de vós matarà amos a dos", la qual fa al·lusió a una llegenda modificada amb el pas del temps i que té relació amb l'estada de Francesc I. El castell, a més, compta amb rajoles d'un gran valor històric, d'una banda hi ha les procedents de la fàbrica de Càrcer de finals del segle xiv, i per l'altra, hi ha les anomenades "ceràmica blava" de Manises, datada al final del segle xv. També, en una habitació, apareixen decorant el sostre els típics "socarrats" o "cremats" de Paterna.
Respecte a l'entorn exterior del Castell, antigament eixien tres muralles i en cadascuna d'elles hi havia quatre torres col·locades a la mateixa distància i tres portals (Bétera, Llíria i València), aquests encara mantenen el seu estat original.
El 1987 va ser adquirit per D. Vidal Vall amb l'objectiu de convertir-lo en un museu d'art contemporani que mai es va realitzar. A Vidal Valle, Caja Madrid li va embargar el castell en 1994. En 1996 ix a subhasta i entre la Generalitat Valenciana i l'Ajuntament el van comprar per valor de 90 milions de pessetes, sent alcalde Serafín Castellano i President de la Generalitat, Eduardo Zaplana, passant a ser propietat pública municipal. Des de 2016 s'hi celebra el Festival Internacional de Música "Castell de Benissanó".